# Mari Corona
Mari Corona est une corona, formation géologique en forme de couronne, située sur la planète Vénus par 54° N et 151° E. Elle est localisée dans le quadrangle d'Atalanta Planitia. Elle a été nommée en référence à Mari, déesse crétoise de l'abondance. 

## Géographie et géologie
Mari Corona couvre une surface circulaire d'environ 200 km de diamètre. 